# ITF Women's Circuit Tallahassee 2003
L'ITF Women's Circuit Tallahassee 2003 ($10,000 Tallahassee 2003) è stato un torneo di tennis facente parte della categoria ITF Women's Circuit nell'ambito dell'ITF Women's Circuit 2003. Il montepremi del torneo era di $10 000 ed esso si è svolto nella settimana tra il 6 gennaio e il 12 gennaio 2003 su campi in cemento. Il torneo si è giocato nella città di Tallahassee negli Stati Uniti.

## Vincitori

### Singolare
Jana Nejedly ha sconfitto in finale  Mélanie Marois con il punteggio di 6–4, 6–0.

### Doppio
Petra Rampre /  Vladimíra Uhlířová hanno sconfitto in finale  Arpi Kojian /  Antonia Matic con il punteggio di 6–2, 7–6(5).